# ポートランド・インターナショナル・レースウェイ
ポートランド・インターナショナル・レースウェイ（Portland International Raceway, 通称:PIR）は、アメリカ合衆国のサーキット。1961年開業当初から1968年までの名称はウェスト・デルタ・パーク・サーキット。

## トラック
主にインディカー・シリーズ、NASCARなどのレースが開催され、さらに敷地内には、オレゴン自転車競技協会（OBRA）のロードレースがトラック内および周辺エリアで開催されている。施設内には、ドラッグストリップとモトクロストラックが併設されている。
コースはほぼ平坦で、時計回りに走行し、2種類のコース構成が可能となっている。グランプリコースには、フロントストレートの終点に地元出身のレーサー・モンテ・シェルトンにちなんで名付けられた「シェルトン・シケイン」と呼ばれるシケインがあり、12ターン、1周1.967 mi (3.166 km)のコースとなっている。また、シケインが無いコースレイアウトでは、9ターン、1周1.915 mi (3.082 km)で、FIAグレード2に分類されている。
ポートランドでは、カーボンニュートラルにするための取り組みを進めており、2023年の調査で有鉛ガソリンを使用されていることが明らかになり、観客やトラック付近の住民に重大な健康リスクをもたらす可能性があると指摘されている。主にドラッグレース中に発生し、週末には無鉛ガソリンが使用されている。

## レース開催
開業当初は古い街路で開催されていたが、道路の劣化や危険な障害物が残っていた為多くのレース団体が公認を取りやめる事態が発生し、1970年代に舗装された。
1975年にスポーツカークラブ・オブ・アメリカ（SCCA）主催のトランザム・シリーズが開催し、ジョン・グリーンウッドが優勝し、その後シリーズチャンピオンを獲得した。
1984年よりチャンプカー/CARTが開催され、2018年にインディカーとしてレースカレンダーに復帰している。
2007年末から2008年初めにかけて、コースの改修工事を実施し、アスファルトは再舗装され、若干のコースレイアウトの変更が加えられた。ターン4から7までは幅が拡張され、ターン6の内側のフェンスはコーナーからの視界を良くするため移動された。ターン7はバックストレート進入前にドライバーの減速を促すため鋭角に削られ、F1スタイルのの縁石も設置された。2008年2月23日にリニューアルオープンし、テープカットセレモニーが行われた。
2022年よりNASCARエクスフィニティ・シリーズの一戦として開催されている。
2023年から2024年まではフォーミュラEの一戦として開催されていた。